# Peito
Peito (en grec antic Πειθώ, que significa 'persuasió') va ser segons Hesíode una de les Oceànides, una nimfa, filla d'Oceà i de Tetis, que Hesíode cita a la seva llista d'oceànides.
A l'obra Els treballs i els dies, Hesíode diu que era companya de les Càrites, i que ajudava a Pandora a posar-se els collarets d'or.
Plutarc, amb relació a la mitologia romana, la fa, com a personificació de la persuasió, una col·laboradora d'Eunòmia i de Fortuna, és a dir amb el bon ordre i la sort, i per la seva banda, Nonnos de Panòpolis diu que era filla de Dionís i Afrodita i una de les tres Càrites, germana de Pasitea i Aglaia, i la fa esposa d'Hermes.
I encara, Pausànias atribueix a Teseu la instauració del culte a Afrodita i a Peito, quan aquest va unificar les comunitats rurals i les va situar en ciutats. També diu que a Sició hi havia un santuari a l'àgora dedicat a Peito construït per propiciar a Apol·lo i Àrtemis quan van matar la serp Pitó. A Mègara hi havia una estàtua de Peito al costat d'una altra d'Afrodita. Aquesta proximitat entre les dues divinitats ha fet pensar que estaven relacionades estretament o potser que Peito era un atribut d'Afrodita, segons William Smith.